# شعب سايكي
شعب سايكي (باليابانية: 佐伯) هو أحد شعوب اليابان القديمة، ويُعتقد أنهم عاشوا في جزيرة هونشو في المنطقة الواقعة بين منطقتي كانتو وهوكوريكو الحديثتين خلال فترة جومون .[انحياز]

## تاريخه
وفقًا لما ورد في نيهون شوكي، قدّم ياماتو تاكيرو أسرى الإيميشي الذين أُخذوا خلال حملته الشرقية إلى معبد إيسي العظيم. ولكن بسبب تصرفاتهم الفوضوية، تم تسليمهم إلى البلاط الإمبراطوري ونقلوا لاحقًا إلى سفح جبل ميوا، حيث استمروا في إحداث اضطرابات. نتيجة لذلك، أمر الإمبراطور كيكو بنفيهم إلى خمس مقاطعات: هاريما، سانوكي، إيو، آكي، وآوا، وأصبحوا أجداد السكان هناك.
كما تتحدث الروايات أن أفرادًا منسايكي اصطادوا غزالًا يقدره الإمبراطور نينتوك دون علمهم، فتم نفيهم إلىنوتا في مقاطعة آكي، حيث أُطلق عليهم اسم "سايكي نوتا".
في منتصف فترة كوفون (القرنان الخامس والسادس)، تم نقل أسرى من شرق البلاد إلى المقاطعات الخمس وتنظيمهم كمجموعةسايكي تحت إدارة نبلاء محليين ومركزيين. وكان بعض أفرادهم مكلفين بمهام الحراسة في البلاط الإمبراطوري.